# Mydas bitaeniatus
Mydas bitaeniatus är en tvåvingeart som beskrevs av Luigi Bellardi 1861. Mydas bitaeniatus ingår i släktet Mydas och familjen Mydidae. Inga underarter finns listade i Catalogue of Life.